# Xysticus brevidentatus
Xysticus brevidentatus là một loài nhện trong họ Thomisidae.
Loài này thuộc chi Xysticus. Xysticus brevidentatus được Jörg Wunderlich miêu tả năm 1995.